# Parque nacional marino de San Eustaquio
El Parque nacional marino de San Eustaquio es una reserva marina que se encuentra alrededor de toda la isla de San Eustaquio en los territorios que controla en el Caribe los Países Bajos.
El parque fue designado un parque nacional de las desaparecidas Antillas Neerlandesas en 1996 y cubre 27,5 kilómetros cuadrados con una profundidad extrema de 30 metros. Dentro del parque se encuentran dos reservas que pueden ser identificadas, donde no hay pesca y  donde el fondeo de embarcaciones no es permitido. Cerca esta el Parque Nacional Boven y la Reserva Marina del Norte adyacente a la Reserva del Parque Marino Nacional Quill Sur. La gestión del espacio es manejada por laFundación de Parques Nacionales de San Eustaquio ( STENAPA ).
Hay tres tipos de coral que se han formado por el vulcanismo . Hay además una gran cantidad de corales y esponjas. Desde el año 2002, funciona un programa para proteger a las tortugas .